# Мербек
Мербек (нем. Meerbeck) — община в Германии, в земле Нижняя Саксония.
Входит в состав района Шаумбург. Подчиняется управлению Нидернвёрен. Население составляет 2028 человек (на 31 декабря 2010 года). Занимает площадь 13,09 км².
Коммуна подразделяется на 3 сельских округа.
| Год  | Население |
| ---- | --------- |
| 1990 | 1971      |
| 1995 | 2059      |
| 2000 | 2141      |
| 2005 | 2125      |
| 2010 | 2055      |